# Euproctis pinoptera
Euproctis pinoptera är en fjärilsart som beskrevs av Collenette 1939. Euproctis pinoptera ingår i släktet Euproctis och familjen tofsspinnare. Inga underarter finns listade i Catalogue of Life.